# Johann Jakob Früh
Johann Jakob Früh (Märwil, 22 giugno 1852 – Zurigo, 8 aprile 1938) è stato un geografo svizzero.

## Biografia
Dal 1869 al 1872 frequentò il seminario degli insegnanti a Kreuzlingen, poi proseguì gli studi presso l'Università e il Politecnico di Zurigo. Dal 1877 al 1890 insegnò scienze naturali e geografia presso la scuola cantonale di Trogen, e in seguito lavorò come assistente geologo presso il Politecnico di Zurigo. Nel 1891 ottenne la sua abilitazione e nel 1899 divenne il primo professore di geografia al Politecnico.

## Opere
Nel 1930-38 pubblicò un importante lavoro sulla geografia svizzera, intitolato Geographie der Schweiz (3 volumi). Con il botanico Carl Joseph Schröter, è co-autore di un libro sulle brughiere svizzere, chiamato Die Moore der Schweiz : mit Berücksichtigung der gesamten Moorfrage (1904). Altre note opere di Früh sono:
- Über Torf und Dopplerit : eine minerogenetische Studie für Geognosten, Mineralogen, Forst- und Landwirthe, 1883.
- Beiträge zur Kenntniss der Nagelfluh der Schweiz, 1888.[3]